# Гутнікевич Ярослав Яремович
Ярослав Яремович Гутнікевич (нар. 10 вересня 1981, Дуліби) — український футболіст, що грав на позиції півзахисника. Відомий за виступами в низці українських команд першої ліги, загалом зіграв у першій українській лізі понад 130 матчів.

## Клубна кар'єра
Ярослав Гутнікевич розпочав виступи у професійному футболі в 1999 році в команді другої ліги «Галичина» з Дрогобича. На початку 2002 року разом із братом-близнюком Ростиславом перейшов до іншої оманди другої ліги «Красилів», яка за підсумками сезону здобула путівку до першої ліги. У складі красилівської команди Ярослав Гутнікевич грав до кінця сезону 2002—2003 років, після чого став гравцем іншої команди першої ліги «Спартак» з Івано-Франківська. У складі івано-франківської команди був гравцем основного складу, за 2,5 сезони зіграв у її складі 71 матч. На початку 2006 року Гутнікевич перейшов до команди першої ліги «Сталь» з Дніпродзержинська. За півроку футболіст переходить до команди першої ліги «Енергетик» з Бурштина, де за півтора року зіграв 25 матчів у чемпіонаті. Протягом 2008 року Гутнікевич грав за хмельницькі команди другої ліги «Поділля» і «Динамо», після чого до 2016 року грав у низці аматорських команд Львівської області.

## Особисте життя
Старший брат Ярослава Гутнікевича Любомир також є футболістом і футзалістом, грав за першоліговий футзальний клуб «Каменяр» і аматорський футбольний клуб з Борислава. Брат-близнюк Ярослава Гутнікевича Ростислав грав разом із Ярославом у складі «Галичини» і «Красилова».